# Juan Arolas
Juan Arolas, född 22 juni 1805 och död 25 november 1849, var en spansk diktare.
Arolas kärleksdikter mottogs på sin tid med entusiasm. Hans dikter utmärker sig ofta genom en omsorgsfull form och rik fantasi.